# إسموند ألين جيبسون
إسموند ألين جيبسون (بالإنجليزية: Esmond Allen Gibson)‏ هو مهندس نيوزيلندي، ولد في 7 أغسطس 1896، وتوفي في 17 مارس 1981.